# Dicranomyia seposita
Dicranomyia seposita är en tvåvingeart som först beskrevs av Alexander 1929.  Dicranomyia seposita ingår i släktet Dicranomyia och familjen småharkrankar. Inga underarter finns listade i Catalogue of Life.